# Vol. II: 1990 – A New Decade
Vol. II: 1990 – A New Decade — второй студийный альбом британской группы Soul II Soul, выпущенный 21 мая 1990 года. Создавался после ухода Кэрон Уилер из коллектива. В записи пластинки участвовали певицы Марсия Льюис, Ламья Аль-Мугейри, Ким Мазелль, Виктория Уилсон-Джеймс, саксофонист Кортни Пайн и рэпер Fab Five Freddy.
Альбом возглавил хит-парад UK Albums Chart и получил «платиновый» статус от Британской ассоциации производителей фонограмм.
| Оценки критиков      | Оценки критиков |
| Источник             | Оценка          |
| -------------------- | --------------- |
| AllMusic             | [ 1 ]           |
| Chicago Tribune      | [ 2 ]           |
| Entertainment Weekly | A               |
| Los Angeles Times    | [ 4 ]           |
| NME                  | 9/10            |
| Rolling Stone        | [ 6 ]           |
| The Village Voice    | A−              |

## Список композиций
| №                   | Название                                                   | Автор(ы)                                      | Длительность |
| ------------------- | ---------------------------------------------------------- | --------------------------------------------- | ------------ |
| 1.                  | «Get a Life» (при участии Дэдди Харви и Марсии Льюис)      | Тревор Бересфорд Ромео, Хейден Макларен Браун | 3:44         |
| 2.                  | «Love Come Through» (при участии Ламьи Аль-Мугейри)        | Ромео, Майкл Макэвой, Ламья Аль-Мугейри       | 4:31         |
| 3.                  | «People» (при участии Марсии Льюис)                        | Ромео, Браун                                  | 4:57         |
| 4.                  | «Missing You» (при участии Ким Мазелль)                    | Ромео, Саймон Лоу, Ким Мазелль                | 5:26         |
| 5.                  | «Courtney Blows» (при участии Кортни Пайна)                | Ромео, Браун                                  | 4:34         |
| 6.                  | «1990 A New Decade»                                        | Ромео, Тони Кэмпбелл                          | 4:03         |
| 7.                  | «A Dream’s a Dream» (при участии Виктории Уилсон-Джеймс)   | Ромео, Лоу                                    | 5:38         |
| 8.                  | «Time (Untitled)»                                          | Ромео, Браун                                  | 6:06         |
| 9.                  | «In the Heat of the Night» (при участии Ламьи Аль-Мугейри) | Ромео, Браун                                  | 3:39         |
| 10.                 | «Our Time Has Now Come» (при участии Fab Five Freddy)      | Ромео, Браун, Кэмпбелл                        | 3:56         |
| Общая длительность: | Общая длительность:                                        | Общая длительность:                           | 46:34        |

## Чарты
| Чарт (1990)                  | Высшая позиция |
| ---------------------------- | -------------- |
| Австралия                    | 9              |
| Австрия                      | 15             |
| Великобритания               | 1              |
| Германия                     | 15             |
| Нидерланды                   | 9              |
| Новая Зеландия               | 4              |
| США (Billboard 200)          | 21             |
| США (Top R&B/Hip-Hop Albums) | 14             |
| Швейцария                    | 14             |
| Швеция                       | 12             |

| Чарт (1990)                  | Высшая позиция |
| ---------------------------- | -------------- |
| Германия                     | 95             |
| Новая Зеландия               | 43             |
| США (Top R&B/Hip-Hop Albums) | 56             |

## Сертификации
| Регион                                                      | Сертификация | Продажи  |
| ----------------------------------------------------------- | ------------ | -------- |
| Австралия (ARIA)                                            | Золотой      | 35 000^  |
| Канада (Music Canada)                                       | Золотой      | 50 000^  |
| Великобритания (BPI)                                        | Платиновый   | 300 000^ |
| США (RIAA)                                                  | Золотой      | 500 000^ |
| ^ Данные о тиражах приведены только на основе сертификации. |              |          |